# Bošáca
Bošáca este o comună slovacă, aflată în districtul Nové Mesto nad Váhom din regiunea Trenčín. Localitatea se află la altitudinea de 330 m deasupra n.m., se întinde pe o suprafață de 19,59 km2 și în 2017 număra 1.397 de locuitori.

## Istoric
Localitatea Bošáca este atestată documentar din 1380.

## Demografie
| An:                | 1994 | 2004   | 2014   | 2024   |
| ------------------ | ---- | ------ | ------ | ------ |
| Număr de persoane: | 1367 | 1342   | 1393   | 1321   |
| Diferență:         |      | −1,82% | +3,80% | −5,16% |

| An:                | 2023 | 2024   |
| ------------------ | ---- | ------ |
| Număr de persoane: | 1334 | 1321   |
| Diferență:         |      | −0,97% |